# Paracletus
Albums de Deathspell Omega
Fas – Ite, Maledicti, in Ignem Aeternum
(2007) The Synarchy of Molten Bones
(2016)
Paracletus (en latin « avocat » ou « protecteur » qui a pris la signification de « Saint-Esprit » dans la Bible) est le cinquième album studio du groupe de black metal français Deathspell Omega. Il paraît le 8 novembre 2010 sous le label Season of Mist / Norma Evangelium Diaboli.

## Liste des pistes
| No  | Titre                       | Durée |
| --- | --------------------------- | ----- |
| 1.  | Epiklesis I                 | 1:42  |
| 2.  | Wings of Predation          | 3:41  |
| 3.  | Abscission                  | 6:03  |
| 4.  | Dearth                      | 3:45  |
| 5.  | Phosphene                   | 6:59  |
| 6.  | Epiklesis II                | 3:04  |
| 7.  | Malconfort                  | 4:55  |
| 8.  | Have You Beheld the Fevers? | 2:57  |
| 9.  | Devouring Famine            | 5:06  |
| 10. | Apokatastasis Pantôn        | 4:04  |